# Tetsa River Park
Tetsa River Park är en park i Kanada.   Den ligger i provinsen British Columbia, i den centrala delen av landet, 3 500 km väster om huvudstaden Ottawa. Tetsa River Park ligger 633 meter över havet.
Terrängen runt Tetsa River Park är huvudsakligen kuperad, men den allra närmaste omgivningen är platt. Tetsa River Park ligger nere i en dal.Trakten runt Tetsa River Park är nära nog obefolkad, med mindre än två invånare per kvadratkilometer.. Det finns inga samhällen i närheten.
I omgivningarna runt Tetsa River Park växer i huvudsak barrskog.